# Фридрих IV фон Флекенщайн
Фридрих IV (VII) фон Флекенщайн (на немски: Friedrich IV von Fleckenstein; * пр. 1432; † между 25 април 1498 и 28 януари 1506) от линията Дагщул на благородническата фамилия Флекенщайн до северните Вогези в Елзас, е господар на Дагщул и Маденбург, фрайхер на Флекенщайн и Дагщул в Саарланд, шериф на Маденбург, майор на Страсбург.

## Произход
Той е единственият син на Николаус фон Флекенщайн († 2 юли 1431, битка при Булгневил) и съпругата му Маргарета Бузер фон Вартенберг († 1466), дъщеря на Карл Бузер фон Вартенберг († 1418) и Маргарета фон Хандшухсхайм († сл. 19 октомври 1472), която е втората съпруга на дядо му Фридрих III фон Флекенщайн († 2 юли 1431 при Булгневил).
Фамилията фон Флекенщайн е издигната през 1467 г. в съсловието на имперските фрайхерен. Фамилията „Флекенщайн-Дагщул“ измира през 1644 г.

## Фамилия
Първи брак: с Геновефа фон Хиршхорн († 1469), дъщеря на Филип I фон Хиршхорн († 18 август 1435) и Ирмел фон Виненбург-Байлщайн, дъщеря на Йохан I фон Виненбург-Байлщайн († сл. 1444). Те имат две деца:
- Фридрих VIII фон Флекенщайн (* пр. 1469; † сл. 1494)
- Енел фон Флекенщайн (* пр. 1478; † сл. 1481), омъжена за Якоб Кранх фон Кирххайм († сл. 1481)

Втори брак: пр. 4 септември 1469 г. за Катарина фон Винебург и Байлщайн († сл. 19 октомври 1472), дъщеря на Йохан III фон Виненбург-Байлщайн (II) († сл. 12 март 1470) и Ирмгард Фогт фон Хунолщайн († сл. 1480). Те имат един син:
- Хайнрих XVIII фон Флекенщайн (XVII) (* пр. 1475; † 1535), фрайхер на Дагщул, женен 1490 г. за Барбара фон Флекенщайн († сл. 1535), дъщеря на Якоб II фон Флекенщайн († 1514) и Вероника фон Андлау († 1496)

## Галерия
- Замъкът Флекенщайн
- Останки от замък Флекенщайн
- Замък Дагщул (1466)